# 聖物寶庫
聖物寶庫（又稱玫瑰堂聖物寶庫）位於澳門玫瑰聖母堂右側，樓高3層，於1997年11月23日啟用。展出澳門天主教會的文物300多件，包括彌撒使用的銀器、銅器和鍍金器、木質、石膏和象牙聖像，其中以油畫《聖奧斯定》和木雕《被綁的基督》最為珍貴；也有聖經故事版畫和手工精美的絲繡法衣。3樓有2座19世紀鑄造的銅製大鐘，是澳門最古老的。由於年代久遠，它們清脆的鐘聲已成為了絕響。

## 參觀指南
- 開放時間：每日10:00-18:00
- 收費：免入場費，但歡迎自由捐獻
- 注意事項：3樓同時只可容納10人